# Mati (fiume)
Il Mati (in russo Мати?) è un fiume dell'Estremo oriente russo, affluente di destra della Maja e sub-affluente dell'Aldan (bacino della Lena), che scorre nel Territorio di Chabarovsk).
Il fiume nasce dalla confluenza dei due rami sorgentiferi Levyj Mati e Pravyj Mati ("Mati di sinistra e di destra") che scendono dalla propaggini settentrionali dei monti Džugdžur. Scorre dapprima in direzione occidentale e poi nord-occidentale. Sfocia nella Maja a 914 km dalla foce. La lunghezza del fiume è di 167 km, l'area del bacino è di 3 530 km².